# Хартман, Райан
Райа́н Ха́ртман (англ. Ryan Hartman; 20 сентября 1994, Хилтон-Хед-Айленд, Южная Каролина, США) — американский профессиональный хоккейный крайний нападающий, в настоящее время выступает за клуб НХЛ «Миннесота Уайлд». Хартман является первым (и пока единственным) игроком НХЛ из штата Южная Каролина .

## Клубная карьера

### Юниорская карьера
Хартман родился у Крейга и Кимберли Хартман в Хилтон-Хед-Айленде. После семья переехала в Уэст-Данди, штат Иллинойс, где Хартман вырос фанатом «Чикаго Блэкхокс» . Он играл в юниорских командах за «Шаумбург Кингз» и «Кристал Лейк Лифс», «Чикаго Миссион», а также представлял штат Иллинойс на региональных соревнованиях. Играя за «Чикаго Миссион», Райан играл вместе с будущими товарищами по «Блэкхокс» Ником Шмальцем и Винни Хинострозой . Позже он переехал в Анн-Арбор, чтобы играть в юниорской сборной США по хоккею.
С 2012 по 2014 год играл за «Плимут Вейлерс» в ОХЛ. За 122 игры в «Плимуте» Хартман набрал 123 очка. В сезоне 2012/13 участвовал в игре топ-проспектов Канадской хоккейной лиги. Также на чемпионате мира по хоккею с шайбой среди молодёжных команд в 2013 году завоевал золотые медали со сборной США.

### Карьера в НХЛ

#### Чикаго Блэкхокс
На Драфте НХЛ 2013 года был выбран в 1-м раунде под общим 30-м номером командой «Чикаго Блэкхокс». 18 ноября 2013 Хартман подписал трехлетний контракт новичка с «Блэкхокс» 13 декабря 2015 года дебютировал в НХЛ в матче против «Нью-Джерси Дэвилз». 12 октября 2016 года забил первый гол в НХЛ вратарю Джейку Аллену из «Сент-Луис Блюз». 8 января 2017 года Хартман оформил первый хет-трик в НХЛ в матче против «Нэшвилл Предаторз». В сезоне 2016/17 в регулярном сезоне набрал 31 очко, однако в плей-офф их не набрал и «Чикаго» неожиданно для многих «всухую» уступил «Нэшвиллу», проиграв все четыре встречи. Всего за «Блэкхокс» набрал в 145 встречах 57 очков.

#### Нэшвилл Предаторз
26 февраля 2018 года был обменян вместе с 5-м пиком Драфта НХЛ 2018 года в «Нэшвилл» на защитника Виктора Эйдселла, а также выборы в 1-м и 4-м раундах Драфта НХЛ 2018. В первом же своем матче за новую команду Райан отметился победным голом в матче против «Виннипег Джетс». Старания Хартмана позволили «Предаторз» стать обладателями Президентского Кубка, а также Чемпионами Центрального дивизиона, однако клуб уступил во 2-м раунде в 7-и матчах «Виннипегу». Также во время плей-офф Хартмана отстранили на одну игру из-за грязного хита на Карле Сёдерберге в четвёртом матче против «Колорадо Эвеланш». 15 июля 2018 года подписал с «Предаторз» годичный контракт на сумму $ 0,875 млн. Всего за «Нэшвилл» провёл 94 встречи, в которых набрал 29 очков.

#### Филадельфия Флайерз
25 февраля 2019 года «хищники» обменяли Хартмана вместе с выбором в четвёртом раунде в 2020 году в «Филадельфию Флайерз» на нападающего Уэйна Симмондса. За «Флайерз» Райан набрал 6 очков в 19 матчах оставшегося сезона, но команда не смогла попасть в плей-офф. 24 июня 2019 года «Флайерз» обменяли права на Хартмана с истекающим контрактом в «Даллас Старз» на права на нападающего Тайлера Питлика. Однако «Старз» не сделали квалификационное предложение Хартману и он стал неограниченно свободным агентом.

#### Миннесота Уайлд
1 июля 2019 года, будучи неограниченно свободным агентом, Райан Хартман подписал двухлетний контракт с «Миннесотой Уайлд» на общую сумму $ 3,8 млн. В сезоне 2019/20 провёл 69 матчей за «дикарей» и набрал 20 (9+11) очков.
22 апреля 2021 года переподписал контракт с «Уайлд» на 3 года и общую сумму $ 5,1 млн.

## Международная карьера
Хартман выступал за США на чемпионате мира по хоккею до 18 лет в 2012 году. Он набрал шесть очков, из которых два гола и четыре передачи в шести играх. В составе американской сборной Хартман получил золотую медаль.
Райан играл за сборную США и на чемпионате мира по хоккею среди молодёжных команд 2013 года . В семи матчах он набрал три очка, из которых два гола и результативная передача. В составе сборной США Хартман вновь получил золотую медаль.
Также Хартман набрал четыре очка в составе сборной США на чемпионате мира по хоккею с шайбой среди молодёжных команд 2014 года, из которых два гола и две передачи в пяти играх.

## Статистика

### Клубная
| 2010/11     | США (юн.)           | USHL        | 35  | 12  | 8   | 20  | 59  | 2  | 1 | 0 | 1  | 17 |
| 2010/11     | U.S. NTDP U17       | USDP        | 52  | 22  | 12  | 34  | 88  | —  | — | — | —  | —  |
| 2010/11     | U.S. NTDP U18       | USDP        | 4   | 0   | 1   | 1   | 4   | —  | — | — | —  | —  |
| 2011/12     | США (юн.)           | USHL        | 24  | 7   | 9   | 16  | 46  | —  | — | — | —  | —  |
| 2011/12     | U.S. NTDP U18       | USHL        | 59  | 16  | 25  | 41  | 136 | —  | — | — | —  | —  |
| 2012/13     | Плимут Уэйлерс      | ОХЛ         | 56  | 23  | 37  | 60  | 120 | 9  | 4 | 2 | 6  | 16 |
| 2013/14     | Плимут Уэйлерс      | ОХЛ         | 52  | 25  | 28  | 53  | 91  | 5  | 0 | 4 | 4  | 8  |
| 2013/14     | Рокфорд АйсХогс     | АХЛ         | 9   | 3   | 4   | 7   | 8   | —  | — | — | —  | —  |
| 2014/15     | Рокфорд АйсХогс     | АХЛ         | 69  | 13  | 24  | 37  | 120 | 8  | 2 | 1 | 3  | 8  |
| 2014/15     | Чикаго Блэкхокс     | НХЛ         | 5   | 0   | 0   | 0   | 2   | —  | — | — | —  | —  |
| 2015/16     | Рокфорд АйсХогс     | АХЛ         | 61  | 15  | 20  | 35  | 129 | 3  | 1 | 0 | 1  | 4  |
| 2015/16     | Чикаго Блэкхокс     | НХЛ         | 3   | 0   | 1   | 1   | 0   | —  | — | — | —  | —  |
| 2016/17     | Чикаго Блэкхокс     | НХЛ         | 76  | 19  | 12  | 31  | 70  | 4  | 0 | 0 | 0  | 14 |
| 2017/18     | Чикаго Блэкхокс     | НХЛ         | 57  | 8   | 17  | 25  | 58  | —  | — | — | —  | —  |
| 2017/18     | Нэшвилл Предаторз   | НХЛ         | 21  | 3   | 3   | 6   | 14  | 9  | 2 | 1 | 3  | 10 |
| 2018/19     | Нэшвилл Предаторз   | НХЛ         | 64  | 10  | 10  | 20  | 44  | —  | — | — | —  | —  |
| 2018/19     | Филадельфия Флайерз | НХЛ         | 19  | 2   | 4   | 6   | 30  | —  | — | — | —  | —  |
| 2019/20     | Миннесота Уайлд     | НХЛ         | 69  | 9   | 11  | 20  | 69  | 4  | 0 | 0 | 0  | 9  |
| 2020–21     | Миннесота Уайлд     | НХЛ         | 51  | 7   | 15  | 22  | 33  | 7  | 2 | 0 | 2  | 2  |
| 2021–22     | Миннесота Уайлд     | НХЛ         | 82  | 34  | 31  | 65  | 95  | 6  | 0 | 5 | 5  | 2  |
| 2022–23     | Миннесота Уайлд     | НХЛ         | 59  | 15  | 22  | 37  | 90  | 5  | 2 | 3 | 5  | 16 |
| 2023–24     | Миннесота Уайлд     | НХЛ         | 74  | 21  | 24  | 45  | 72  | —  | — | — | —  | —  |
| Всего в НХЛ | Всего в НХЛ         | Всего в НХЛ | 580 | 128 | 150 | 278 | 577 | 35 | 6 | 9 | 15 | 53 |

### Международная
| Год                                         | Сборная                                     | Турнир                                      | Место                                       |    | И  | Г | П  | О  | Ш |
| ------------------------------------------- | ------------------------------------------- | ------------------------------------------- | ------------------------------------------- | -- | -- | - | -- | -- | - |
| 2011                                        | США (юн.)                                   | МКВ                                         | 2                                           | 5  | 4  | 2 | 6  | 0  |   |
| 2012                                        | США (юн.)                                   | ЮЧМ                                         | 1                                           | 6  | 2  | 4 | 6  | 22 |   |
| 2013                                        | США (мол.)                                  | МЧМ                                         | 1                                           | 7  | 2  | 1 | 3  | 16 |   |
| 2014                                        | США (мол.)                                  | МЧМ                                         | 5-е                                         | 5  | 2  | 2 | 4  | 4  |   |
| 2022                                        | США                                         | ЧМ                                          | 4                                           | 5  | 1  | 0 | 1  | 6  |   |
| Всего за юниорскую и молодёжную сборную США | Всего за юниорскую и молодёжную сборную США | Всего за юниорскую и молодёжную сборную США | Всего за юниорскую и молодёжную сборную США | 23 | 10 | 9 | 19 | 42 |   |
| Всего за сборную США                        | Всего за сборную США                        | Всего за сборную США                        | Всего за сборную США                        | 5  | 1  | 0 | 1  | 6  |   |